# Élections législatives vénézuéliennes de 2015
Les élections législatives vénézuéliennes de 2015 se tiennent le 6 décembre 2015 pour élire les 167 députés de l'Assemblée nationale. Le chavisme perd la majorité au parlement pour la première fois depuis l'avènement de la révolution bolivarienne en 1998.

## Contexte
Compte tenu du climat de grande tension qui enveloppait la période pré-électorale, l'Unasur demande à chacune des deux grandes forces politiques vénézuéliennes de s'engager à reconnaître les résultats des élections même s'ils devaient consacrer la victoire de l'adversaire. Si de son côté le PSUV signe le document proposé, la MUD refuse d'en faire autant, ce qui suscite des craintes sur son comportement en cas de défaite. Lors des précédents scrutins, en avril et décembre 2013, les échecs électoraux subis par l'opposition avaient entraîné des manifestations meurtrières,.

## Système électoral
L'assemblée est composée de 167 sièges dont les membres sont choisis pour cinq ans selon un mode de scrutin parallèle à un tour. Ainsi, 113 députés sont élus au scrutin uninominal majoritaire à un tour dans autant de circonscriptions électorales, tandis que 51 députés élus au scrutin proportionnel plurinominal de liste dans une unique circonscription nationale. Enfin, 3 sièges sont réservés aux indigènes,.

## Candidatures
Deux grandes coalitions politiques se disputent les sièges de l'Assemblée Nationale. D'un côté la MUD, un regroupement de partis politiques allant du centre à l'extrême-droite, avec en commun l'opposition au chavisme. De l'autre, le GPP, un rassemblement de partis soutenant la révolution bolivarienne.

## Conséquences
Ces élections sont une large victoire pour l'opposition qui va diriger le Parlement. Les résultats annoncés, le président chaviste Nicolas Maduro reconnait immédiatement la défaite du chavisme, et considère que "la constitution et la démocratie ont triomphé". La MUD et le GPP remportent respectivement 112 et 55 sièges. Cependant, quelques semaines plus tard, la justice suspend l'élection de quatre députés de l'Etat d'Amazonas, après constatation de fraude concernant leur élection, parmi lesquels un député chaviste et trois députés de l'opposition, laquelle dénonce alors un « coup d'État judiciaire ».
Le 5 janvier 2016, la nouvelle Assemblée Nationale est investie. Le GPP retire le député concerné par la fraude, et n'investit donc que 54 députés. La MUD quant à elle, décide de faire fi des décisions du TSJ et investit ses 112 députés, dont ceux de l'Etat d'Amazonas. Le TSJ indique que l'Assemblée Nationale sera en situation d'illégalité, tant que la MUD ne retire pas les trois députés dont l'élection est contestée.
Si l'opposition insiste tant pour avoir ces députés, c'est qu'à 112 députés, elle obtiendrait la majorité des deux tiers, laquelle lui donnerait des pouvoirs supplémentaires, comme la possibilité de convoquer un référendum révocatoire. Etant donné que la MUD s'est donnée six mois pour faire partir Maduro de "manière constitutionnelle", la possibilité que le parlement puisse convoquer directement ce référendum lui ferait gagner du temps. Cela lui éviterait par exemple de passer par la collecte des signatures des citoyens, qui est une procédure plus longue et plus compliquée.

## Analyse des résultats
Elles signent la fin d'une hégémonie de la gauche au sein des institutions, qui prévalait depuis 1999. Cette victoire de l'opposition est en grande partie due à l'exaspération des classes populaires face à la crise économique. En analysant les chiffres des résultats, et en comparant à ceux des présidentielles de 2013, on peut en effet penser à un vote de contestation, plutôt qu'un vote d'adhésion.
Sur ce scrutin, l'opposition gagne un peu plus de 360 000 voix, tandis que le chavisme en perd presque deux millions. On compte aussi presque 700 000 votes nuls, contre moins de 70 000 en 2013. Il y a clairement eu un rejet massif du chavisme du fait de la situation économique.